# Wisconsin Dells (Wisconsin)
Pour les articles homonymes, voir Wisconsin Dells.
Wisconsin Dells est une ville localisée dans le sud du Wisconsin, recensant une population de 2 418 en date de 2000. Elle se divise en quatre comtés : Adams, Columbia, Juneau et Sauk.

## Démographie
Durant le recensement de 2000, la population comptait 2 418 habitants, 1 019 couples, et 609 familles résidant dans la ville. la densité de population était de 583,1 individus par km² (225/km²). 97,56 % de blancs, 0,37 % d'afro-américains, 0,87 % de natifs américains et 0,25 % d'asiatiques. 1,70 % de la population étaient des hispaniques ou latino-américains.